# 장현순의 뮤직데이트
장현순의 뮤직데이트는 KBS부산FM에서 장현순 아나운서의 진행으로 방송했던 가요 전문 라디오 프로그램이다.
2002년 10월 21일에 첫방송을 시작해 역대로 시간대가 변경되어 방송됐으나 2022년 4월 29일 방송을 마지막으로 20년만에 폐지되었다.

## 역대 방송시간
| 방송 채널 | 방송 기간                          | 방송 시간                  |
| --------- | ---------------------------------- | -------------------------- |
| KBS부산FM | 2002년 10월 21일 ~ 2004년 4월 25일 | 매일 오후 5:00 ~ 저녁 6:00 |
| KBS부산FM | 2004년 10월 18일 ~ 2016년 9월 25일 | 매일 오후 5:00 ~ 저녁 6:00 |
| KBS부산FM | 2004년 4월 26일 ~ 2004년 10월 17일 | 매일 낮 1:00 ~ 오후 2:00   |
| KBS부산FM | 2016년 9월 26일 ~ 2018년 4월 8일   | 매일 오전 11:00 ~ 낮 12:00 |
| KBS부산FM | 2018년 4월 9일 ~ 2022년 4월 29일   | 평일 오전 11:00 ~ 낮 12:00 |